# Јужноафричка Република на Светском првенству у атлетици у дворани 2016.
Јужноафричка Република је учествовала на 16. Светском првенству у атлетици у дворани 2016. одржаном у Портланду од 17. до 20. марта тринаести пут. Репрезентацију Јужноафричке Републике представљало је 6 такмичара (6 мушкарца), који су се такмичили у 3 дисциплине.,
На овом првенству Јужноафричка Република није освојила ниједну медаљу. Остварена су два национална рекорда. У табели успешности (према броју и пласману такмичара који су учествовали у финалним такмичењима (првих 8 такмичара) Јужноафричка Република је са 1 учесником у финалу делила 37. место са 4 бода.
| Плас. | Земља        | 1. место | 2. место | 3. место | 4. место | 5. место | 6. место | 7. место | 8. место | Бр. финал. | Бод. |
| ----- | ------------ | -------- | -------- | -------- | -------- | -------- | -------- | -------- | -------- | ---------- | ---- |
| =37.  | Јужна Африка | 0        | 0        | 0        | 0        | 1        | 0        | 0        | 0        | 1          | 4    |

## Учесници
Мушкарци:
- Антонио Алкана — 60 м препоне
- Thapelo Phora — 4 х 400 м
- Ofentse Mogawane — 4 х 400 м
- Jon Seeliger — 4 х 400 м
- Shaun de Jager — 4 х 400 м
- Рушвал Самаи — Скок удаљ

## Резултати

### Мушкарци
| Атлетичар                                                     | Дисциплина   | Лични рекорд | Квалификације | Квалификације | Полуфинале           | Полуфинале           | Финале                | Финале      | Детаљи |
| Атлетичар                                                     | Дисциплина   | Лични рекорд | Резултат      | Место         | Резултат             | Место                | Резултат              | Место       | Детаљи |
| ------------------------------------------------------------- | ------------ | ------------ | ------------- | ------------- | -------------------- | -------------------- | --------------------- | ----------- | ------ |
| Антонио Алкана                                                | 60 м препоне |              | 7,76 ЛР       | 4. у гр. 1    | Није се квалификовао | Није се квалификовао | Није се квалификовао  | 7 / 19 (20) |        |
| Thapelo Phora, Ofentse Mogawane, Jon Seeliger, Shaun de Jager | 4-их400 м    |              | 3:08,45 НР    | 4. у гр. 1    |                      |                      | Нису се квалификовали | 7 / 7       |        |
| Рушвал Самаи                                                  | Скок удаљ    |              |               |               |                      |                      | 8,18 НР               | 5 / 13 (14) |        |